# リンゴ白書
リンゴ白書（-はくしょ）は、男性アイドルグループ・忍者による2枚目のシングル。1991年1月22日発売。

## 概要
タイトル曲は美空ひばりの「リンゴ追分」を元にリメイクした作品。オリコンシングルチャートにおいてはトップ10入りした2作のうち、最後の作品となった。

## 収録曲
CDシングル、カセットシングル
1. リンゴ白書
  - 作詞：小沢不二夫・荒木とよひさ、作曲：米山正夫・馬飼野康二、編曲：鷺巣詩郎
2. 霧の仮面 (きり - ペルソナ)
  - 作詞：荒木とよひさ、作曲：馬飼野康二、編曲：鷺巣詩郎

ビデオシングル (VHS、1991年2月21日発売)
1. リンゴ白書 (Special Dance Mix)
  - リミックス: 内沼映二、CD未発売。
2. 霧の仮面

スタジオ・レコーディングによる「リンゴ白書」は上記2バージョンのほかに、シングルバージョンのオリジナルカラオケと、アルバム『NINJA白書』収録の"Album long version"が存在する。